# Višja šola poslovnega upravljanja v Moskvi
Višja šola poslovnega upravljanja v Moskvi (rusko Высшая школа бизнеса МГУ) je javna fakulteta, ki ponuja študij poslovnega upravljanja in deluje v sklopu Moskovske državne univerze; ustanovljena je bila leta 2001.